# Namigatadai
Namigatadai är en platå i Östantarktis. Norge gör anspråk på området.